# Motorakustik

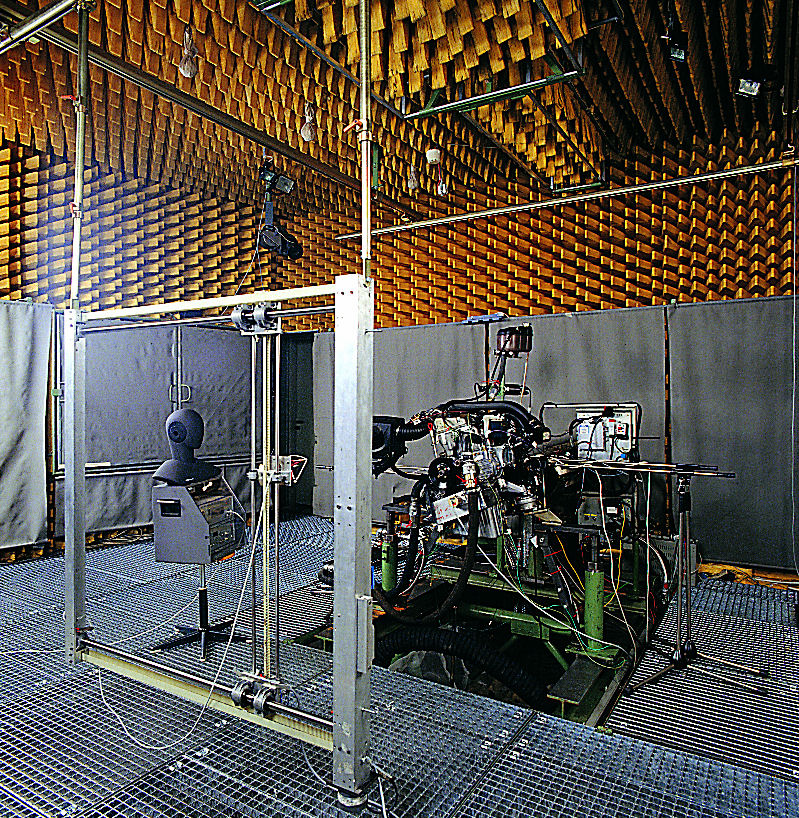
Reflexionsarmer Motorenprüfstand für Untersuchungen zur Motorakustik mit Mikrofon-Positioniersystem und Kunstkopf (FKFS, Stuttgart)

Die Motorakustik beschäftigt sich mit allen von Verbrennungsmotoren und ihren Anbauteilen abgestrahlten Geräuschen (Motorgeräusch).

## Zusammensetzung des Motorgeräusches
Zum Geräusch des Verbrennungsmotors zählt der von der Motoroberfläche, der Ansaug- und Abgasanlage und den Hilfsaggregaten abgestrahlte Schall. Bei heutigen Kraftfahrzeugen werden als Antriebsaggregate nahezu ausschließlich (neben einer geringen Zahl elektrischer Antriebe) Verbrennungsmotoren verwendet. Es handelt sich bei den im Pkw und Lkw eingesetzten Hubkolbenmotoren meist um Viertakt-Otto- oder Dieselmotoren. Bei Krafträdern, insbesondere Mopeds und Mofas, finden auch Zweitaktmotoren Verwendung.
Das Geräusch von Verbrennungsmotoren setzt sich aus mehreren Anteilen zusammen, die auf verschiedene Anregungsmechanismen zurückzuführen sind. Eine Wichtung der einzelnen Mechanismen ist entscheidend abhängig vom Verbrennungsverfahren (Otto- oder Dieselmotor), vom mechanischen Aufbau (4- oder 6-Zylinder-Motor, Reihen- oder V-Motor …) und von den Betriebsbedingungen. So sind beim Dieselmotor normalerweise die Verbrennungsgeräusche die dominante Geräuschquelle, während beim Ottomotor üblicherweise die mechanischen Geräusche das Schallfeld des Motors prägen.
In der allgemeinen Maschinenakustik unterscheidet man zwischen „direkt“ und „indirekt“ erzeugtem Luftschall. Die direkte Luftschallanregung geschieht beim Verbrennungsmotor beispielsweise durch den Ansaug- bzw. den Auspuffvorgang. Ladungswechselvorgänge erzeugen Strömungspulsationen im Ansaug- bzw. Abgassystem, die ohne weitere Energieumwandlung vorwiegend von den Mündungen abgestrahlt werden. Weitere Ursachen für direkt erzeugten Luftschall bei Verbrennungsmotoren können Wirbelbildungen an Kühlgebläsen oder Anregungen durch Zahn- bzw. Keilriemen sein.
Bei der indirekten Luftschallentstehung bewirken Wechsel- und Stoßkräfte innerhalb der Maschine Schwingungen der gesamten Motorstruktur, die als Körperschall bezeichnet werden. Dieser gelangt auf verschiedenen Übertragungswegen an die Motoroberfläche und wird von dort entweder als Körperschall über Befestigungspunkte auf andere Bauteile wie z. B. Getriebe, Abgasanlage und Karosserie übertragen oder direkt in Form von Luftschall abgestrahlt, was auch als „körperschallerregte Luftschallabstrahlung“ bezeichnet wird.
Den indirekten Luftschall unterteilt man in das Verbrennungsgeräusch und das mechanische Geräusch. Das Verbrennungsgeräusch entsteht durch die Wirkung des Gasdrucks und wird durch den Druckanstieg im Brennraum während der Verbrennung hervorgerufen. Die den Brennraum begrenzenden Motorteile (Zylinderkopf und Zylinderrohr) und das System Kolben-Pleuel-Kurbelwelle-Lagerung werden durch die periodischen Druckschwankungen im Brennraum zu Schwingungen angeregt, die in der Motorstruktur bis zur Oberfläche übertragen und dort als Luftschall abgestrahlt werden.
Unter dem mechanischen Geräusch werden all jene Geräuschanteile zusammengefasst, die durch Stoßvorgänge innerhalb der Motorstruktur angeregt werden. Ungleichförmig bewegte Massen, wie beim Kurbeltrieb und beim Ventiltrieb, oder rotierende Massen, die nicht vollständig ausgeglichen sind, verursachen infolge ihrer Beschleunigung Wechselkräfte, die in die Motorstruktur eingeleitet werden.

## Geräuschquellen beim Verbrennungsmotor

### Verbrennung
Der Dieselmotor ist auf dem Nutzfahrzeugsektor führend und gewann im Pkw-Einsatz durch verbrauchsoptimierte und im Komfort verbesserte Konstruktionen so stark an Bedeutung, dass er bei Neuzulassungen heute auch dort überwiegt. Beim Dieselmotor unterscheidet man zwischen den Kammer- (Vorkammereinspritzung, Wirbelkammereinspritzung) und dem Direkteinspritzverfahren (DI). Bei den Kammerverfahren, die auch als IDI bezeichnet werden, wird der Dieselkraftstoff in einen Nebenraum (Vorkammer oder Wirbelkammer), der im Zylinderkopf untergebracht ist, eingespritzt. Die Verbrennung bei diesen Verfahren ist weicher und im Vergleich zum DI auch leiser, weshalb Kammerverfahren bislang bevorzugt bei Pkw-Dieselmotoren eingesetzt wurden.
Beim Direkteinspritzer wird der Kraftstoff unter hohem Druck (bis 1200 bar oder mehr) direkt in den Brennraum eingespritzt. Der eingespritzte Kraftstoff entzündet sich an der heißen Luft und verbrennt. Der spezifische Kraftstoffverbrauch liegt noch niedriger als bei den Kammermotoren. Dafür müssen aber ein harter Motorlauf und eine höhere Geräuschemission in Kauf genommen werden.
Vergleicht man die Geräuschentwicklung von Motoren mit unterschiedlichen Verbrennungsverfahren, so treten deutliche Pegelerhöhungen von Ottomotoren zu den Kammermotoren und von letzteren zu den direkt einspritzenden Dieselmotoren auf.

### Kolben
Das Kolbengeräusch, das durch Körperschallanregung durch den Kolben verursacht wird, kann sowohl beim Diesel- als auch beim Ottomotor einen wesentlichen Anteil am Gesamtgeräusch ausmachen. Auf den Kolben wirken neben Massen- und Gaskräften in Zylinderachsrichtung auch durch die Pleuelschrägstellung verursachte Kräfte in Querrichtung. Das notwendige Laufspiel zwischen Kolben und Zylinder ermöglicht es dem Kolben, aufgrund dieser Querkräfte neben seiner Hubbewegung auch kleine Bewegungen quer zur Laufrichtung auszuführen. Diese Komponente in Motorquerrichtung wird als Kolbenquerbewegung oder Kolbensekundärbewegung bezeichnet. Beim Anschlagen des Kolbens an die Zylinderwand kommt es zur Körperschallanregung der Motorstruktur und des Kolbens selbst. Je nach Betriebspunkt kommt es zu einer unterschiedlichen Anzahl von Anlagewechseln des Kolbens pro Arbeitsspiel.

### Kurbelwelle
Die Kurbelwelle und ihre Lagerung im Motorblock stellen eine weitere wesentliche Quelle des Motorgeräusches dar. Untersuchungen haben gezeigt, dass zum einen über die Kurbelwelle und deren Hauptlager Körperschall vom Kolben (angeregt durch die Verbrennung) über das Pleuel in den Motorblock übertragen wird, zum anderen findet aber auch eine Geräuschanregung durch Stöße in den Pleuel- und insbesondere in den Hauptlagern (im Motorgehäuse) statt. Aus betriebstechnischen Gründen ist die Kurbelwelle spielbehaftet im Motorblock gelagert. Unter der Einwirkung der Gas- und Massenkräfte wird dieses Spiel durchlaufen und beim Wechsel der Anlage werden geräuschverursachende Stoßvorgänge hervorgerufen.
Eine Möglichkeit der Minderung der Körperschallanregung besteht darin, die Kurbelwelle biege- und torsionssteif auszuführen. Auch die Verwendung eines Torsionsdämpfers, der am vorderen Kurbelwellenstumpf montiert wird, führt in einem bestimmten Frequenzbereich zu einer Verminderung der Kurbelwellenschwingung und damit zu einer geringeren Schwingungsanregung und Geräuschabstrahlung.

### Ventilsteuerung
Bei Viertakt-Ottomotoren wird ein großer Teil der Schwingungen von der Ventilsteuerung verursacht. Beim Dieselmotor spielen diese Geräusche aufgrund der deutlich größeren Verbrennungsgeräusche kaum eine Rolle.
Die Ventile werden von Nockenwellen betätigt. Die Nockenwellen werden wiederum über den Nockenwellenantrieb von der Kurbelwelle angetrieben. Sowohl Ventiltrieb als auch Nockenwellenantrieb verursachen Schwingungen, die einen charakteristischen Klang verursachen.
Zum Ventiltrieb zählen die Ventile und alle Bauteile, die sie betätigen. Dies sind je nach Bauart regelmäßig mechanische, selten pneumatische Ventilfedern, die angesprochenen Nockenwellen sowie Bauteile wie Stößel, Stoßstangen, Kipphebel, Schlepphebel oder Tassenstößel, die die Kräfte von den Nocken auf die Ventile übertragen. Schließlich regt auch der Antrieb der Nockenwellen Schwingungen an.
Nockenwellen können auf unterschiedliche Arten und Weise angetrieben werden (mit absteigender Häufigkeit):
- Kettentrieb

Dieser Antrieb läuft vergleichsweise ruhig, da in der Regel alle nicht unter Zug stehenden Trumms der Steuerkette über Schienen geführt werden. Bei Zahnketten ist das in der Regel nicht notwendig, wenn sie zum Antrieb untenliegender Nockenwellen verwendet werden und recht kurz sind.
- Zahnriementrieb

Dieser Antrieb läuft sehr geräuscharm, da die verwendeten Kunststoffe eine hohe Eigendämpfung haben und durch die geringe Masse eine sehr hohe Eigenfrequenz.
- Stirnradtrieb

Der Stirnradantrieb ist wegen des Zahnflankenspiels, bei Geradeverzahnung zusätzlich wegen des vom Kämmen der Zähne bewirkten Geräusches, deutlich lauter. Bei obenliegenden Nockenwellen wird eine Kaskade aus mehreren Zahnrädern verwendet. Um die Geräusche zu mindern, wurde in Pkw-Motoren oft das große oder ein Zwischenrad aus faserverstärktem Kunststoff („Novotex“) ausgeführt.
- Königswellentrieb

Der Königswellentrieb läuft mit gerade verzahnten Kegelrädern vergleichsweise laut, mit Schraubenrädern oder Hypoidverzahnung an den beiden Umlenkungen relativ ruhig. Der Königswellentrieb ist konstruktiv aufwendig, aber drehzahlfest. Er wurde in früher in Renn- und Flugmotoren, aber in den 1930er und 40er Jahren auch in Motoren von Motorrädern (Nimbus) und Pkw (Morris, Fiat, Crosley) verwendet. Zuletzt baute ihn der Motorradhersteller Ducati in seine zwangsgesteuerten Motorradmotoren ein.
Die Geräusche von Antriebsketten werden in der Hauptsache von der nicht konstanten Geschwindigkeit der Kette, dem Polygoneffekt, erzeugt. Der Polygoneffekt ist umso stärker ausgeprägt, je weniger Zähne die Kettenräder haben. Durch die wechselnde Geschwindigkeit wird der Kraft im Kettentrieb ein Wechselanteil überlagert, der durch die Eingriffsfrequenz der Kettenglieder in die Zähne bestimmt ist. Er kann die Struktur, in der die Kettenräder gelagert sind, zu Schwingungen anregen. Die Verwendung von Zahnriemen hat aus akustischen Gründen Vorteile. Doch auch sie können bei Resonanzen mit der Zahneingriffsfrequenz ein tonales Geräusch erzeugen. Am akustisch ungünstigsten sind Stirnradantriebe.
Weiterhin sind Stöße und Massenkräfte bei der Betätigung der Ventile für die Geräuschanregung im Ventiltrieb verantwortlich. Nach Durchlaufen des Ventilspiels beim Öffnen werden die Nockenwellenlager und die Lager der Kipp- oder Schlepphebel stoßförmig belastet, wobei die Zylinderkopfstruktur zu Schwingungen angeregt wird. Während der Phasen hoher Beschleunigungen wirken hohe Massenkräfte, die an den Nockenwellen und an den Kipp- oder Schlepphebellagern angreifen. Beim Schließen federt das Ventil zudem in seinem Sitz. Akustisch sehr effektiv ist hier der Einsatz eines hydraulischen Ventilspiel-Ausgleichs.

### Ladungswechsel
Wegen der intermittierenden Arbeitsweise von Hubkolbenmotoren treten an Ansaug- und Abgasanlagen Mündungsgeräusche auf. Als Ladungswechselgeräusch wird das Geräusch der Ansaug- und der Abgasanlage bezeichnet. Ohne Abgasschalldämpfer wäre das Mündungsgeräusch die lauteste Teilschallquelle des Motors. Bei den heute üblichen, mit ausreichendem Volumen ausgestatteten und technisch aufwendig gestalteten Schalldämpfern, dominiert jedoch das von der gesamten Oberfläche abgestrahlte, körperschallerregte Geräusch.
Die Abgasanlage bietet außerdem die besten Möglichkeiten, den sogenannten „Sound“ eines Motors zu beeinflussen. Über Größe und Aufbau der Schalldämpfer können die Motorakustiker z. B. einem Oberklassefahrzeug ein ruhiges Summen und einem Sportwagen ein kraftvolles Röhren zuordnen.

### Kühlgebläse
Das Geräusch des Gebläses für die Motorkühlung spielt besonders bei Motoren mit hoher Leistung und großem Hubvolumen, die entsprechend große Kühlleistungen erfordern, eine erhebliche Rolle und kann Pegelwerte in der Größenordnung des Motorgeräusches verursachen. Im Pkw-Bereich werden zunehmend thermostatisch geregelte Elektrolüfter eingesetzt, die bei heiß gefahrenem Motor auch bei abgestelltem Fahrzeug weiterlaufen und Geräusche verursachen können.
Das Geräusch von Ventilatoren setzt sich aus einem breitbandigen Rauschanteil und überlagerten Tönen zusammen. Das breitbandige Rauschen, auch Wirbel- oder Drehgeräusch genannt, wird durch Wirbelablösung und Turbulenzen im Anstrom des Lüfters verursacht. Der Drehklang – charakterisiert durch Einzeltöne – wird durch periodische Wechselkräfte hervorgerufen, die durch die Wechselwirkung von festen und rotierenden Konstruktionsteilen des Ventilators und die damit verbundene periodisch schwankende Anströmung dieser Teile entstehen.
Das Geräusch des durchströmten Kühlers hängt vom Strömungswiderstand, d. h. von der Luftführung im Kühler und den Anströmverhältnissen vor dem Kühler ab. Es ist im Wesentlichen durch Wirbelablösungen gekennzeichnet, die sich akustisch als Rauschen auswirken.

### Lichtmaschine
Da die Elektrik und Elektronik im Kraftfahrzeug sich ständig ausweitet, ergibt sich daraus die Forderung nach immer leistungsstärkeren Lichtmaschinen. Mit der ansteigenden elektrischen Leistung stieg auch die Geräuschentwicklung. Das Geräusch heutiger Generatoren kann von gleicher Größenordnung sein wie das übrige Geräusch eines Ottomotors und es fällt wegen des tonalen Charakters (Drehklang, Sirenenklang) oft auf. Auch hier ist das Kühlgebläse eine wichtige Geräuschquelle.
Eine weitere Ursache für Geräusche von Lichtmaschinen sind die elektromagnetischen Wechselkräfte, die im Rotor und Stator Körperschall erzeugen. Der Körperschall wird vom Generator selbst oder von den mit ihm verbundenen Bauteilen als Luftschall abgestrahlt.

### Dieseleinspritzpumpe
Dieselmotoren benötigen zum Betrieb eine Einspritzpumpe, um Kraftstoff unter hohem Druck in den Brennraum bzw. die Vor- oder Wirbelkammer einzuspritzen. Nach Erfolgen bei der gezielten Geräuschreduzierung an verschiedensten Funktionsgruppen des Motors kann auch die Einspritzpumpe eine wichtige Geräuschquelle des Dieselmotors darstellen. Dies trifft sowohl für Verteilereinspritzpumpen als auch für Reiheneinspritzpumpen zu.
Druckimpulse regen das Pumpengehäuse zu Körperschallschwingungen an. Die für die Geräuschabstrahlung wichtigsten Eigenschwingungen liegen im Frequenzbereich zwischen etwa 300 Hz und 5 kHz. Zwischen Einspritzpumpe und Motor, an dem das Gehäuse körperschallhart befestigt ist, besteht eine Wechselwirkung. Vom Motor ausgehender Körperschall wird auf das Pumpengehäuse und von der Pumpe angeregter Körperschall auf die Motoroberfläche übertragen und dort als Luftschall abgestrahlt.